# Si Jiahui
Si Jiahui, né le 11 juillet 2002 à Zhuji, dans la province du Zhejiang, est un joueur de snooker chinois. 
Il se révèle auprès du grand public en étant demi-finaliste du championnat du monde 2023, à seulement 20 ans. Quelques mois après, il est finaliste du Masters d'Allemagne. En octobre de la même année, il réalise son premier break royal lors de l'Open de Wuhan, duquel il est aussi finaliste.

## Carrière
Après un bref passage au niveau professionnel pendant deux saisons, Si Jiahui regagne sa place pour la saison 2022-2023, ayant obtenu de bons résultats dans les tournois amateur. 
Cette saison est celle de la révélation pour le jeune chinois, qui commence par être quart de finaliste au Masters d'Europe en août 2022. Elle se ponctue par une première qualification pour les championnats du monde de snooker, où il réussit un parcours remarquable. Si commence par éliminer l'un des favoris du tournoi, Shaun Murphy, 10 à 9, puis Robert Milkins et Anthony McGill, pour une place en demi-finale, au terme d'une nouvelle manche décisive. Il y affronte le Belge Luca Brecel, contre qui il mène d'abord 14-5. Si finit néanmoins par se faire remonter au score, et par s'incliner (17-15). Cette performance le propulse aux portes du top 30 mondial, lui qui figurait à la 80e place au début du tournoi.
En février 2024, il atteint la finale du Masters d'Allemagne en battant notamment Ryan Day et Kyren Wilson. Il y est largement dominé par Judd Trump, 10-5. Quelques mois après, au Masters d'Arabie Saoudite, Si Jiahui réitère l'une des meilleures performances de sa jeune carrière, se hissant jusqu'en demi-finale du tournoi, après avoir notamment battu Ronnie O'Sullivan. Malgré une défaite contre Mark Williams, il intègre le top 16 du classement mondial. Si confirme dès le mois suivant, avec une victoire de prestige contre Trump à Wuhan, lui permettant d'atteindre une nouvelle finale. Il s'incline contre son compatriote Xiao Guodong.

## Palmarès
| Légende | Catégorie                      | Titres                         | Finales                        |
|         | Tournois classés               | 0                              | 2                              |
|         | Tournois non classés           | 0                              | 0                              |
|         | Tournois pro-am                | 0                              | 0                              |
|         | Circuit de qualification       | 1                              | 1                              |
|         | Tournois amateurs              | 1                              | 0                              |
| Gras    | Tournois de la triple couronne | Tournois de la triple couronne | Tournois de la triple couronne |

### Titres
| Saison    | Nom du tournoi        | Lieu      | Finaliste     | Score | Tableau |
| 2021-2022 | Q Tour n°2            | Llanelli  | Michael White | 5-4   |         |
| 2022      | Open de la fédération | Sheffield | Lee Stephens  | 5-0   |         |

### Finales
| Saison    | Nom du tournoi      | Lieu     | Finaliste    | Score | Tableau |
| 2021-2022 | Q Tour n°1          | Brighton | David Lilley | 1-5   |         |
| 2023-2024 | Masters d'Allemagne | Berlin   | Judd Trump   | 5-10  | Tableau |
| 2024-2025 | Open de Wuhan       | Wuhan    | Xiao Guodong | 7-10  | Tableau |